# La Bauma (Alts Alps)
La Bauma (en francès La Beaume) és un municipi francès situat al departament dels Alts Alps i a la regió de Provença – Alps – Costa Blava.

## Demografia
| 1821                                       | 1962 | 1968 | 1975 | 1982 | 1990 | 1999 | 2006 | 2014 |
| ------------------------------------------ | ---- | ---- | ---- | ---- | ---- | ---- | ---- | ---- |
| 765                                        | 208  | 192  | 155  | 131  | 145  | 140  | 156  | 155  |
| Des de 1962: població sense dobles comptes |      |      |      |      |      |      |      |      |

## Administració
| Període                           | Identitat        | Partit |
| --------------------------------- | ---------------- | ------ |
| 2001-2 de maig de 2013 (defunció) | Serge Rigaud     |        |
| maig de 2013-2020                 | Jean-Paul Bellet |        |
| 2020-                             | Jean Rousseau    |        |